# Svartö Skatan
Svartö Skatan är en udde i Finland. Den ligger i Vasa och landskapet Österbotten, i den västra delen av landet, 400 km nordväst om huvudstaden Helsingfors.
Terrängen inåt land är mycket platt. Havet är nära Svartö Skatan åt nordväst.  Närmaste större samhälle är Vasa, 3,3 km norr om Svartö Skatan. 